# Tropicoptinus howdenorum
Tropicoptinus howdenorum is een keversoort uit de familie klopkevers (Ptinidae). De wetenschappelijke naam van de soort werd in 1999 gepubliceerd door Francis Jeffrey Bellés.